# SV Curslack-Neuengamme
Der Spielverein Curslack-Neuengamme ist ein Sportverein aus den Hamburger Stadtteilen Curslack und Neuengamme im Bezirk Bergedorf. Die erste Fußballmannschaft spielt in der Gamesright Oberliga Hamburg. Außer Fußball bietet der Verein auch Badminton, Ju-Jutsu, Tischtennis und Turnen an.

## Geschichte
Der Verein machte erstmals in der Saison 1963/64 auf sich aufmerksam, als die erste Mannschaft in der damals viertklassigen Verbandsliga spielte, aber als abgeschlagener Letzter wieder abstieg. Erst ab 1970 konnte sich die Mannschaft in der zweithöchsten Hamburger Spielklasse etablieren und erreichte drei Jahre später die höchste Hamburger Liga. Höhepunkt der Aufstiegssaison war eine 0:1-Niederlage gegen den ASV Bergedorf 85 vor 4500 Zuschauern. In der Saison 1974/75 wurde der SV Tabellendritter hinter dem VfL Pinneberg und Altona 93.
Nach dem größten Erfolg der Vereinsgeschichte fiel die Mannschaft ins Mittelmaß zurück und stieg 1979 aus dem mittlerweile Verbandsliga genannten Hamburger Oberhaus ab. Nach dem Abstieg in die Bezirksliga von 1984 wurde der Verein zur Fahrstuhlmannschaft. In der Saison 1986/87 kehrte man für ein Jahr in die Landesliga zurück. Zwischen 1988 und 1992 bildete der Verein mit dem TSV Kirchwerder die Spielgemeinschaft FSG Vierlande, die schließlich vom Hamburger Fußball-Verband untersagt wurde.
In den folgenden Jahren pendelte der Verein zwischen Bezirks- und Kreisliga, ehe im Jahre 2006 die Rückkehr ins Hamburger Oberhaus gelang. Dort wurde in der Saison 2010/11 der dritte Platz hinter der zweiten Mannschaft des FC St. Pauli und dem TSV Buchholz 08 erreicht. Drei Jahre später wurde der SV gar Vizemeister hinter der TuS Dassendorf. Im Jahr 2023 stieg die Mannschaft in die Landesliga Hansa ab.

## Persönlichkeiten
- Stefan Orth (* 1966)
- Saboor Khalili (* 1985)
- Nils Pichinot (* 1989)